# Club Natació Montjuïc
El Club Natació Montjuïc és un club esportiu fundat el 15 d'abril de 1944 amb seu social al carrer Segura de Barcelona. El club disposa de més de set hectàrees a la Muntanya de Montjuïc per la pràctica esportiva. El club té seccions de natació, activitats subaquàtiques, tennis, triatló, waterpolo, atletisme i petanca. En el passat també va tenir una important secció de rugbi (desapareguda el 2003).
Des de la seva fundació, l'objectiu principal del club ha estat la promoció de la natació i el waterpolo, els quals són els esports cabdals de l'entitat, destacant-ne especialment la secció de waterpolo, la qual ha guanyat en set ocasions la lliga espanyola (1976, 1977, 1978, 1979, 1984, 1885, 1986), esdevenint el club amb més títols per darrere del Club Natació Barcelona i el Club Natació Atlètic Barceloneta. La secció de waterpolo també guanyà el 1972 el Campionat d'Espanya.

## Palmarès

### Waterpolo masculí
- Lliga espanyola de waterpolo masculina:
  - 1975-76, 1976-77, 1977-78, 1978-79, 1983-84, 1984-85, 1985-86
- Campionat d'Espanya de waterpolo masculí:
  - 1972
- Campionat de Catalunya:
  - 1979